# Six Danses populaires roumaines

Six Danses populaires roumaines, Sz. 56, BB 68 est une suite de six courtes œuvres pour piano composées par Béla Bartók en 1915. En 1917, il l'a adaptée pour orchestre de chambre. Cette version porte le numéro Sz. 68, BB 76 dans le catalogue de Szőllősy.
Ces danses sont basées sur sept thèmes transylvaniens, qui étaient originellement joués au violon ou au kaval. Initialement, l'œuvre était intitulée Danses populaires roumaines de Hongrie, mais Bartók a changé le nom lorsque la Transylvanie a été rattachée à la Roumanie en 1918. Elle est aujourd'hui disponible dans sa version de 1917, écrite avec l'armure que Bartók rechignait souvent à indiquer.

## Structure
Cet ensemble de danses est composé de six mouvements et, d'après le compositeur, il devrait être interprété dans son intégralité en quatre minutes et trois secondes. Cela dit, la plupart des pianistes professionnels le jouent en plus de cinq minutes. 
La liste des danses est données ci-dessous de la manière suivante : en premier, le nom original hongrois, en deuxième, le nom roumain le plus communément admis, et enfin la traduction en français entre parenthèses :
- I. Bot tánc / Jocul cu bâtă (Danse du bâton)
- II. Brâul (Danse du châle)
- III. Topogó / Pe loc (Sur place)
- IV. Bucsumí tánc / Buciumeana (Danse de Bucsum)
- V. Román polka / Poarga Românească (Polka roumaine)
- VI. Aprózó / Mărunțel (minuscule) (Danse rapide)[3]

D'après Bartók, les thèmes des premiers mouvements viennent de Mezőszabad, dans le Maros-Torda  (aujourd'hui județ de Mureș) dans la région de Transylvanie, et il lui ont été joués pour la première fois par deux violonistes tziganes. 
Le deuxième mouvement est une danse typiquement roumaine appelée Brâul, pour laquelle un châle était utilisé. Ce thème provient d'Igriș, dans la région de Banat. 
La troisième danse vient également d'Igriş, mais le thème est beaucoup plus sombre, et la mélodie recrée la sonorité des instruments du Moyen-Orient tels que la flûte. 
La quatrième danse provient de Bucium, dans le district de Torda-Aranyos (aujourd'hui județ d'Alba). 
La cinquième danse est une vieille danse roumaine ressemblant à une polka, et vient de Belényes, aujourd’hui nommée Beiuş, dans le județ de Bihor près de la frontière entre la Hongrie et la Roumanie. 
La sixième et dernière danse est composée de deux thèmes différents : le premier vient également de Belényes et le second vient de Nyagra (hu) (de la commune de Lunca Bradului). Ces deux danses sont jouées à la suite dans la version pour piano et dans la version pour orchestre.

## Analyse
Tous les mouvements sont composés selon les règles de la musique modale, qui statuent que toutes les mélodies doivent être écrites selon un ordre précis de tons et de demi-tons.  
| Mouvement                       | Tempo                                               | Durée d'exécution | Tonalité                                | Mode |
| ------------------------------- | --------------------------------------------------- | ----------------- | --------------------------------------- | --- |
| Bot tánc / Jocul cu bâtă        | Allegro moderato, ♩ = 80                            | 57 secondes       | La mineur                               | Dorien et éolien en la                                                                                        |
| Brâul                           | Allegro, ♩ = 144                                    | 25 secondes       | Ré mineur                               | Dorien en ré                                                                                                  |
| Topogó / Pe loc                 | Andante, ♩ = 90                                     | 45 secondes       | Si mineur                               | Éolien avec des influences arabes (secondes augmentées) en si                                                 |
| Bucsumí tánc / Buciumeana       | Moderato, ♩ = 100                                   | 35 secondes       | La majeur                               | Mixolydian avec des influences arabes en la                                                                   |
| Román polka / Poarga Românească | Allegro, ♩ = 152                                    | 31 secondes       | Ré majeur                               | Lydien en ré                                                                                                  |
| Aprózó / Mărunțel               | Allegro, ♩ = 152 (et ensuite, Più Allegro, ♩ = 160) | 13 et 36 secondes | Ré majeur, puis modulation en la majeur | En la ; début de la première partie en mode lydien, mais en réalité en mixolydien ; deuxième partie en dorien |

## Autres arrangements
Hormis la version pour orchestre écrite par Bartók, des amis du compositeur ont écrit des adaptations ou des transcriptions de cette œuvre pour différents ensembles musicaux. La liste suivante fait état de celles qui ont été les plus publiées :
- La version d'Arthur Willner (de) pour orchestre à cordes. C'est une transcription très proche de l'original, sans modification autre que celles nécessaires à l'adaptation à un orchestre de cordes composé d'un violon I, d'un violon II, d'un alto, d'un violoncelle et d'une contrebasse.
- La version de Zoltán Székely pour violon et piano. Il ne s'agit pas d'une simple transcription, mais d'un arrangement et d'une adaptation de cette œuvre pour ces deux instruments, surtout du point de vue du violoniste. Ainsi, quelques petites modifications qu'a faites Szekely étaient de transposer une partie des mélodies : le deuxième mouvement a été transposé de ré mineur en fa dièse mineur, le troisième de si mineur en ré mineur et le quatrième de la majeur en do majeur. Il a aussi répété quelques passages, a ajouté des barres de mesure, et a utilisé plusieurs techniques spécifiques du violon telles que des harmoniques artificielles, doubles cordes, ou encore du saltato[6].

## Enregistrements remarquables
Enregistrements remarquables de la composition originale : 
| Piano seul    | Maison d'enregistrement            | Année d'enregistrement | Format |
| ------------- | ---------------------------------- | ---------------------- | ------ |
| András Schiff | Denon Records / Brilliant Classics | 1980                   | CD     |
| Jenő Jandó    | Naxos Records                      | 2005                   | CD     |

Enregistrements remarquables de l'arrangement de Zoltán Székely :
| Violon         | Piano       | Maison d'enregistrement | Année d'enregistrement | Format |
| -------------- | ----------- | ----------------------- | ---------------------- | ------ |
| Joseph Szigeti | Béla Bartók | EMI Classics            | 1930                   | CD     |